# Zones històriques del regne de Baekje
Les Zones històriques del regne de Baekje són un grup de monuments ubicats a les ciutats de Corea del Sud, Gongju, Buyeo i Ihsan.